# 동치 2년명 신중도
동치 2년명 신중도는 대전광역시에 있는 신중도이기도 하다. 2017년 12월 27일 대전광역시의 유형문화재 제57호로 지정되었다.

## 개요
동치 2년명 신중도는 大淸(同治 二年)에 조성된 불화로 규모는 크지 않으나 뛰어난 필선을 바탕으로 제석천과 범천을 중심으로 하여 위태천 및 신장상, 일·월궁천자상, 천동·천녀 등의 권속을 거느린 1800년대 중반의 신중도로서 양식을 잘 갖춘 자료이다.

## 참고 문헌
- 동치 2년명 신중도 - 국가유산청 국가유산포털